# La Passe FC
Câu lạc bộ bóng đá La Passe là một câu lạc bộ bóng đá có trụ sở tại Seychelles đến từ đảo La Digue. Đội đang chơi ở Seychelles League.
Câu lạc bộ là những nhà vô địch trong mùa giải 2009.

## Xuất hiện trong các cuộc thi CAF
- CAF Champions League: 1 lần xuất hiện

2010   - Vòng sơ loại